# Karta sieciowa

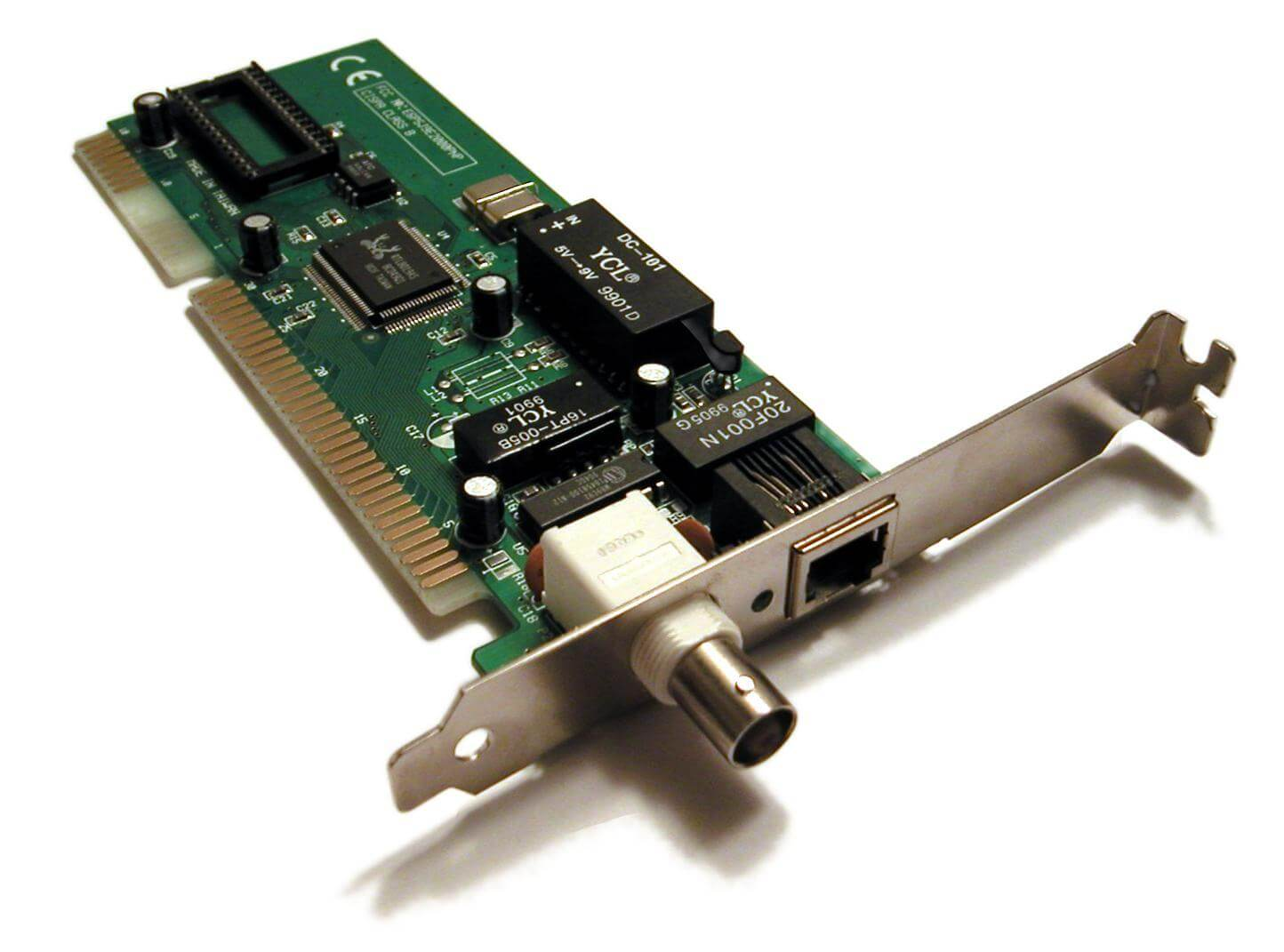
Sieciowa karta ISA Realteka z żeńskimi złączami BNC (po lewej/u dołu) oraz 8P8C (po prawej/na górze)

Karta sieciowa (ang. NIC – network interface card) – karta rozszerzenia służąca do przekształcania pakietów danych w sygnały, które są przesyłane w sieci komputerowej. Karty NIC pracują w określonym standardzie, np. Ethernet, Token Ring, FDDI, ArcNet czy 100VGAnylan, i podobnie jak switche, są elementami aktywnymi sieci.
Dla większości standardów karta NIC posiada własny, unikatowy w skali światowej adres fizyczny, znany jako adres MAC, przyporządkowany w momencie jej produkcji przez producenta, zazwyczaj umieszczony na stałe w jej pamięci ROM. Adres ten można dynamicznie zmieniać, o ile stosowane oprogramowanie na to pozwala. Karty sieciowe standardu ArcNet miały adres MAC ustawiany ręcznie za pomocą mikroprzełączników umieszczonych na karcie (zwykle dostępnych z zewnątrz poprzez wycięcie w „śledziu”).
Karta sieciowa może pracować tylko w jednym standardzie np. Ethernet; nie może pracować w dwóch standardach jednocześnie np. Ethernet i FDDI. W przeszłości istniała jednak karta wyposażona w dwa różne standardy sieciowe, tj. Ethernet i Token Ring (karta OSA-2 ETR do maszyn IBM mainframe rodziny 9672, 2 logiczne porty; każdy mógł pracować jako Ethernet lub Token Ring, ale miały one oddzielne wtyki), lecz był to ewenement. Obecnie ze względu na wyraźną dominację standardów rodziny Ethernet pojęcie karty sieciowej i karty Ethernet bywa mylnie utożsamiane. Na rynku są dostępne również karty sieciowe wielokrotne, tj. wyposażone w kilka interfejsów sieciowych, ale z logicznego punktu widzenia jest to kilka niezależnych kart sieciowych na jednej płycie drukowanej. Karty takie znajdują zastosowanie głównie w serwerach albo zaawansowanych stacjach roboczych. Jeżeli chodzi o typy interfejsów kart sieciowych, dzielą się one na PCI, PCMCIA, ExpressCard, USB i PCI-Express – te ostatnie są coraz powszechniej stosowane.

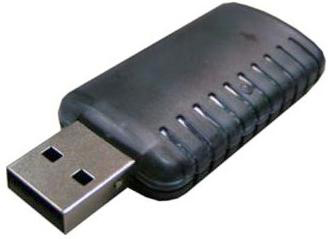
Karta sieciowa z interfejsem USB typu WLAN

Zalety karty sieciowej z interfejsem USB
- Duża popularność portu USB wykorzystywana w większości komputerów PC i laptopów.
- Możliwość podłączenia karty w czasie, kiedy komputer jest uruchomiony (istnieją komputery, gdzie karty można wymieniać bez ich wyłączania).
- Brak wymagania ponownego uruchomienia komputera po podłączeniu karty sieciowej.
- Możliwość przesyłania danych, zarówno drogą przewodową, jak i bezprzewodową.